# Щелбня
Щелбня — речка в Смоленской области России, протекает по Монастырщинскому и Краснинскому районам. Левый приток Руфы.
Длина 17 км. Исток у запустевшей деревни Млекино Краснинского района. Общее направление течения на юг. Протекает через деревни Нагишкино, Путятино, Маслово, Друцияны, Носково-1.
Имеет притоки: Берник, Литовка и несколько безымянных.